# Ísak Bergmann Jóhannesson
Ísak Bergmann Jóhannesson, né le 23 mars 2003 à Sutton Coldfield en Angleterre, est un footballeur international islandais, qui évolue au poste de milieu offensif ou d'ailier gauche au 1. FC Cologne.

## Biographie

### En club
Ísak Bergmann Jóhannesson est formé par le club islandais de l'ÍA Akranes. En février 2017 il fait un essai à l'Ajax Amsterdam et en novembre de la même année c'est avec Brighton & Hove Albion qu'il s'entraîne pendant quelques jours. Il commence sa carrière professionnelle à l'ÍA Akranes, qui évolue en deuxième division islandaise. Il joue son premier match le 22 septembre 2018, à seulement 15 ans, lors d'une rencontre de championnat contre le Þróttur Reykjavik. Il entre en jeu et les deux équipes se neutralisent (1-1).
En décembre 2018, son transfert vers l'IFK Norrköping est annoncé, il rejoindra le club en janvier 2019. Il joue son premier match avec l'équipe première le 21 août 2019, lors d'une rencontre de Svenska Cupen face à l'IFK Timrå (en). Il s'illustre ce jour-là en inscrivant également son premier but en professionnel, participant à la victoire des siens (1-6). Il fait sa première apparition dans l'Allsvenskan, l'élite du football suédois, le 26 septembre 2019, face à l'AFC Eskilstuna. Il entre en jeu à la place de Simon Skrabb lors de cette rencontre remportée par quatre buts à zéro par son équipe.
En octobre 2020, le quotidien The Guardian le place dans une liste des 60 meilleurs jeunes talents nés en 2003.
Le 31 août 2021, il s'engage en faveur du FC Copenhague pour un contrat courant jusqu'en juin 2026.
Le 9 août 2023 il part en prêt au Fortuna Düsseldorf jusqu'à la date du 30 juin 2024.
Le 31 octobre 2023, Jóhannesson se fait remarquer en réalisant un triplé lors d'une rencontre de coupe d'Allemagne face au SpVgg Unterhaching. Il s'agit de ses trois premiers buts pour le Fortuna Düsseldorf et ils permettent à son équipe de l'emporter après prolongations par six buts à trois.
Le 1 juillet 2024 il s'engage en faveur du Fortuna Düsseldorf pour une durée de contrat encore inconnu.

### Carrière en sélection
Avec les moins de 17 ans, il inscrit deux doublés lors des éliminatoires du championnat d'Europe, contre Gibraltar et la Biélorussie. Il est ensuite sélectionné afin de participer à la phase finale du championnat d'Europe des moins de 17 ans en 2019 organisé en Irlande. Il joue trois matchs lors de ce tournoi, dont deux comme titulaire, et se fait remarquer en inscrivant un but contre le Portugal, mais son équipe s'incline toutefois ce jour-là sur le score de quatre buts à deux. Avec une victoire et deux défaites, les jeunes islandais ne parviennent pas à sortir de la phase de groupe, et sont donc éliminés à ce stade de la compétition.
Ísak Bergmann Jóhannesson est appelé pour la première fois avec l'équipe nationale d'Islande en novembre 2020. Il honore sa première sélection le 18 novembre 2020, lors d'une rencontre de Ligue des nations face à l'Angleterre (défaite 4-0).
Jóhannesson inscrit son premier but en sélection le 8 octobre 2021, lors d'un match face à l'Arménie. Il entre en jeu après la mi-temps et marque le but égalisateur qui permet à son équipe de faire match nul (1-1 score final).

## Vie personnelle
Né en Angleterre, Ísak Bergmann Jóhannesson est le fils de Joey Guðjónsson, ancien footballeur professionnel notamment passé par Aston Villa.

## Statistiques
| Saison                | Club                      | Championnat           | Championnat | Championnat | Coupe(s) nationale(s) | Coupe(s) nationale(s) | Compétition(s) continentale(s) | Compétition(s) continentale(s) | Compétition(s) continentale(s) | Total | Total |
| Saison                | Club                      | Division              | M.          | B.          | M.                    | B.                    | Comp.                          | M.                             | B.                             | M.    | B.    |
| 2018                  | ÍA Akranes                | 1. deild karla        | 1           | 0           | -                     | -                     | -                              | -                              | -                              | 1     | 0     |
| Sous-total            | Sous-total                | Sous-total            | 1           | 0           | -                     | -                     | -                              | -                              | -                              | 1     | 0     |
| 2019                  | IFK Norrköping            | Allsvenskan           | -           | -           | 1                     | 0                     | -                              | -                              | -                              | 1     | 0     |
| 2020                  | IFK Norrköping            | Allsvenskan           | 28          | 3           | 3                     | 1                     | -                              | -                              | -                              | 31    | 4     |
| 2021                  | IFK Norrköping            | Allsvenskan           | 15          | 2           | 3                     | 0                     | -                              | -                              | -                              | 18    | 2     |
| Sous-total            | Sous-total                | Sous-total            | 43          | 5           | 7                     | 1                     | -                              | -                              | -                              | 50    | 6     |
| 2021-2022             | FC Copenhague             | Superligaen           | 16          | 4           | 1                     | 0                     | C4                             | 8                              | 2                              | 25    | 6     |
| 2022-2023             | FC Copenhague             | Superligaen           | 22          | 1           | 5                     | 0                     | C1                             | 6                              | 0                              | 33    | 1     |
| 2023-2024             | FC Copenhague             | Superligaen           | 2           | 0           | -                     | -                     | C1                             | 1                              | 0                              | 3     | 0     |
| Sous-total            | Sous-total                | Sous-total            | 40          | 5           | 6                     | 0                     | -                              | 15                             | 2                              | 61    | 7     |
| 2023-2024             | Fortuna Düsseldorf (prêt) | 2. Bundesliga         | 29          | 4           | 5                     | 3                     | -                              | -                              | -                              | 34    | 7     |
| Sous-total            | Sous-total                | Sous-total            | 29          | 4           | 5                     | 3                     | -                              | 0                              | 0                              | 34    | 7     |
| Total sur la carrière | Total sur la carrière     | Total sur la carrière | 95          | 10          | 15                    | 4                     | -                              | 15                             | 2                              | 125   | 16    |

### Liste des matchs internationaux
| Matchs internationaux de Ísak Bergmann Jóhannesson | Matchs internationaux de Ísak Bergmann Jóhannesson | Matchs internationaux de Ísak Bergmann Jóhannesson     | Matchs internationaux de Ísak Bergmann Jóhannesson | Matchs internationaux de Ísak Bergmann Jóhannesson | Matchs internationaux de Ísak Bergmann Jóhannesson | Matchs internationaux de Ísak Bergmann Jóhannesson                           |
|                                                    | Date                                               | Lieu                                                   | Adversaire                                         | Résultat                                           | Compétition                                        | Notes                                                                        |
| -------------------------------------------------- | -------------------------------------------------- | ------------------------------------------------------ | -------------------------------------------------- | -------------------------------------------------- | -------------------------------------------------- | ---------------------------------------------------------------------------- |
| 1.                                                 | 18 novembre 2020                                   | Stade de Wembley, Londres, Angleterre                  | Angleterre                                         | 4 - 0                                              | Ligue des nations 2020-2021                        | Entre en jeu à la place de Birkir Bjarnason à la 88e minute de jeu.          |
| 2.                                                 | 31 mars 2021                                       | Rheinpark Stadion, Vaduz, Liechtenstein                | Liechtenstein                                      | 1 - 4                                              | Éliminatoires de la Coupe du monde 2022            | Entre en jeu à la place d'Arnór Ingvi Traustason à la 81e minute de jeu.     |
| 3.                                                 | 30 mai 2021                                        | AT&T Stadium, Arlington (Texas), États-Unis            | Mexique                                            | 2 - 1                                              | Match amical                                       | Titulaire.                                                                   |
| 4.                                                 | 4 juin 2021                                        | Tórsvøllur, Tórshavn, Îles Féroé                       | Îles Féroé                                         | 0 - 1                                              | Match amical                                       | Titulaire, remplacé à la 62e minute de jeu par Stefán Teitur Þórðarson.      |
| 5.                                                 | 2 septembre 2021                                   | Laugardalsvöllur, Reykjavik, Islande                   | Roumanie                                           | 0 - 2                                              | Éliminatoires de la Coupe du monde 2022            | Entre en jeu à la place d'Andri Baldursson à la 67e minute de jeu.           |
| 6.                                                 | 5 septembre 2021                                   | Laugardalsvöllur, Reykjavik, Islande                   | Macédoine du Nord                                  | 2 - 2                                              | Éliminatoires de la Coupe du monde 2022            | Titulaire, remplacé à la 82e minute de jeu par Andri Guðjohnsen.             |
| 7.                                                 | 8 septembre 2021                                   | Laugardalsvöllur, Reykjavik, Islande                   | Allemagne                                          | 0 - 4                                              | Éliminatoires de la Coupe du monde 2022            | Titulaire, remplacé à la 71e minute de jeu par Arnór Sigurðsson.             |
| 8.                                                 | 8 octobre 2021                                     | Laugardalsvöllur, Reykjavik, Islande                   | Arménie                                            | 1 - 1                                              | Éliminatoires de la Coupe du monde 2022            | Entre en jeu à la place de Viðar Örn Kjartansson à la 46e minute de jeu.     |
| 9.                                                 | 11 novembre 2021                                   | Stadionul Steaua, Bucarest, Roumanie                   | Roumanie                                           | 0 - 0                                              | Éliminatoires de la Coupe du monde 2022            | Titulaire, remplacé à la 91e minute de jeu par Aron Elís Þrándarson.         |
| 10.                                                | 14 novembre 2021                                   | Stade national Toše-Proeski, Skopje, Macédoine du Nord | Macédoine du Nord                                  | 3 - 1                                              | Éliminatoires de la Coupe du monde 2022            | Titulaire, puis expulsé à la 79e après avoir écopé d'un second carton jaune. |

## Palmarès

### En club
FC Copenhague
- Championnat du Danemark (1) :
  - Champion : 2021-22.

- Coupe du Danemark de football (1) :
  - Vainqueur : 2022-2023